# バロック・セッター
バロック・セッター（英: Balloch Setter）は、スコットランドのバロック町原産のセッター犬種である。

## 歴史
小さな町で生まれた希少な作業犬種であったため、資料が乏しく生い立ちや来歴はよく分かっていない。
主にセッターとして専門的に用いられた。獲物の臭いを追跡し、発見するとセッティングをして主人に獲物の居場所を知らせた。尚、獲物の臭いをたどる際には他の多くのセッター犬種とは異なり、頭を下げずにヘッドアップの姿勢で追跡を行った。
一時は毛色と狩猟のスタイルが評価され、原産地と近辺の地域で人気を博した。しかし、19世紀以降は後に誕生したイングリッシュ・セッターに立場を奪われ、更に狩猟スタイルの変化によりセッターの存在意義そのものが薄れてしまったため、完全に廃れてしまった。19世紀末以降に残された資料は無く、この頃に絶滅したのではないかといわれている。

## 特徴
引き締まった体つきをしているが、他のセッター犬種に比べ脚は短めで、胴は長めである。頭部は短めだが、マズルの長さは普通である。耳は垂れ耳、尾は飾り毛のある垂れ尾。コートはロングコートで非常に厚く、アンダーコートは羊毛状になっている。このため、雨風や雪、茨や突き出た枝などのあらゆる悪天候・障害物から身を守り、猟を行うことが出来た。毛色はブルーマール、レッドマール、ベルトン（白地に不規則な黒いブチがある毛色）など。マール系の毛色の犬同士を交配させると遺伝的な疾患が現れる危険性があったため、非常に慎重なブリードが行われていた。大型犬サイズの犬であったといわれている。